# Sarah Bouhaddi
Sarah Bouhaddi (ur. 17 października 1986 w Cannes) – francuska piłkarka grająca na pozycji bramkarza, zawodniczka Paris Saint-Germain i reprezentacji Francji, uczestniczka Mistrzostw Europy 2005 i 2009, 2013 i 2017 oraz Mistrzostw Świata 2015, 2019, a także Igrzysk Olimpijskich 2012 i 2016.